# Margistrombus
Margistrombus is een geslacht van weekdieren uit de klasse van de Gastropoda (slakken).

## Soorten
- Margistrombus boucheti Thach, 2016
- Margistrombus marginatus (Linnaeus, 1758)
- Margistrombus robustus (G. B. Sowerby III, 1875)
- Margistrombus septimus (Duclos, 1844)
- Margistrombus simanoki Liverani, 2013
- Margistrombus succinctus (Linnaeus, 1767)